# Colletes stellatus
Colletes stellatus är en biart som beskrevs av Cockerell 1946. Colletes stellatus ingår i släktet sidenbin, och familjen korttungebin. Inga underarter finns listade i Catalogue of Life.